# Tinco (distrito)
Tinco é um distrito peruano localizado na Província de Carhuaz, departamento Ancash. Sua capital é a cidade de Tinco.

## Transporte
O distrito de Tinco é servido pela seguinte rodovia:
- AN-107, que liga a cidade de San Luis ao distrito de Carhuaz
- PE-3N, que liga o distrito de La Oroya (Região de Junín) à Puerto Vado Grande (Fronteira Equador-Peru) no distrito de Ayabaca (Região de Piura)[2][3][4]